# 松尾村与次兵衛
松尾村 与次兵衛（まつおむら よじべえ、生没年不詳）とは、江戸時代初期に砺波郡五箇山赤尾谷組の代官職（十村）を務めた人物。

## 概要
前田家加賀藩による五箇山統治が始まった時、加賀藩は瑞泉寺下梨道場（後の瑞願寺）の五ヶ山市助を代官（十村）として支配する形式を取った。天正13年（1585年）の初代五箇山市助の任命後、5代100年に渡って市助家は代官職を世襲したが、慶安4年（1651年）からは同格の十村として細嶋村源太郎が任命された。源太郎は五箇山東半（小谷・利賀谷,「利賀谷組」と呼ばれる）を、市助は五山西半（赤尾谷・上梨谷・下梨谷,「赤尾谷組」と呼ばれる）をそれぞれ統括し、これ以後五箇山を二分割して統治する体制が確立する。
5代目市助が死去した際、その息子がまだ幼少であったため、元禄元年（1688年）4月28日に後任に選ばれたのが松尾村与次兵衛である。細嶋村源太郎の方も延宝5年（1677年）に祖山村太郎助に代替わしていたため、与次兵衛は主に太郎助と連携して十村職を務めた。
元禄4年（1691年）と同7年（1694年）には加賀藩が領内全域の物産調査を行い、調査結果を「元禄中農隙所作村々寄帳」にまとめている。五箇山西半は「松尾村与次兵衛与」として言及され、上り紙（藩買上紙）・中折紙・中折色紙・蝋・塩硝・塩付ぜんまい・堅炭などが物産として挙げられる。なお、「上り紙」について記されていることは、五箇山和紙が加賀藩の御用紙として初めて言及された例として貴重である。また元禄11年（1698年）9月には、改作奉行の照会に対し、祖山村太郎助とともに十村の扶持は金で取立していることを回答している。
松尾村与次兵衛は元禄15年（1702年）3月に十村役を退いた。これより先、与次兵衛は十村就任前の延宝5年（1677年）2月に与次兵衛は下梨村宗兵衛の次男長左衛門を婿養子にとっており、長左衛門が与次兵衛の後継者と目されていた。しかし交通の要衝である下梨に比べて松尾村では何かと不具合があったようで、元禄15年7月10日に長左衛門が与次兵衛の跡を継いだ後、同16年2月に十村役を担ったまま下梨村に移り、以後下梨村長左衛門と称するようになったという。
長左衛門は正徳3年（1713年）4月に引退し、その息子下梨村宅左衛門が同年10月6日より十村役を継いだ。延享元年（1744年）の拝領高の紙面写には太郎助組の十村を兼任して精励した功績として、砺波郡預り高を受けた。更に宝暦4年（1754年）には御扶持人とされ、扶持(手当)を支給されるようになったが、これは十村役として最高級の栄誉であった。
しかし、なんらかの理由で突如宅左衛門は金沢の牢に入れられることとなり、宝暦9年（1759年）4月21日に牢死した。宅左衛門の死後、後任は平野部在住の三清村仁九郎と大西村加伝次が選ばれ、以後五箇山の外部から十村が選ばれるのが通例となった。